# Лига учреждения парламента
Лига учреждения парламента (яп. 国会期成同盟, こっかいきせいどうめい) — общенациональная общественно-политическая организация в Японии. Возникла в 1880 году путём переименования «Общества патриотов». Принимала участие в «Движении за свободу и народные права», которое выдвигало требование созыва всенародного парламента. Распущена в 1881 году с целью создания Либеральной партии Японии.

## Краткие сведения
15 марта 1880 года состоялся 4-й съезд «Общества патриотов». 17 марта его участники приняли решение создать отдельную общенациональную политическую организацию — Лигу учреждения парламента. Эта организация должна была выполнять роль общеяпонского представительного органа до момента созыва парламента. 4-й съезд Общества патриотов провозгласили 1-м учредительным съездом Лиги учреждения парламента.
8 апреля члены Лиги, которые представляли более 96 тысяч японских граждан из 24 префектур, составили в адрес правительства петицию: «Прошение издать указ об учреждении парламента». Они избрали Катаоку Кэнити и Коно Хиронаку для передачи этого документа Палате большого государственного совета и Сенату Японии. Правительство проигнорировало петицию, что вызвало радикализацию участников «Движения за свободу и народные права». Страну охватили митинги и демонстрации.
В ноябре 1880 года прошел 2-й съезд Лиги, на котором присутствовало 64 делегата от 130 тысяч граждан из 24 префектур. Он засвидетельствовал распространение «Движения за свободу и народные права» в восточнояпонских регионах Канто и Тохоку. На съезде было принято постановление о взаимопомощи, которое предусматривало оказание помощи тем членам организации, которые подвергались притеснениям и преследованиям со стороны властей. Участники собрания провели также обмен мнениями относительно содержания будущей Конституции. Они обязались разработать собственные конституционные проекты в региональных представительствах с целью выработки единого согласованного проекта для последующей передачи правительству.
Планы Лиги учреждения парламента сорвал инцидент 1881 года. Работа вокруг Конституции в регионах остановилась, что показало неэффективность организации. В связи с этим в 1881 году Лига приняла участие в формировании Либеральной партии Японии.